# Irisdaymi Herrera
Irisdaymi Herrera (ur. 18 kwietnia 1992) – kubańska lekkoatletka specjalizująca się w skoku w dal.
W 2009 zajęła 5. miejsce w rozegranych we Włoszech mistrzostwach świata juniorów młodszych. Złota medalistka światowego czempionatu juniorów w Moncton (2010). Stawała na podium mistrzostw Kuby zdobywając medale w skoku w dal oraz trójskoku. 
Rekord życiowy: 6,56 (1 sierpnia 2014, Hawana).

## Osiągnięcia
| Rok  | Impreza                               | Miejsce    | Pozycja    | Wynik |
| ---- | ------------------------------------- | ---------- | ---------- | ----- |
| 2009 | Mistrzostwa świata juniorów młodszych | Bressanone | 5. miejsce | 6,02  |
| 2010 | Mistrzostwa świata juniorów           | Moncton    | 1. miejsce | 6,41  |
| 2014 | Igrzyska Ameryki Środkowej i Karaibów | Xalapa     | 2. miejsce | 6,36  |
| 2015 | Igrzyska panamerykańskie              | Toronto    | 7. miejsce | 6,50w |
| 2015 | Mistrzostwa NACAC                     | San José   | 4. miejsce | 6,40w |